# Roi Si de Zhou
Le roi Si de Zhou, ou Zhou Si wang (chinois : 周思王) de son nom personnel Ji Shu (姬叔) ou parfois Ji Shuxi. Il devint le trentième roi de la dynastie Zhou à la suite de l'assassinat du roi Ai qu'il commandita. Il ne régna que pendant cinq mois en -441.

## Assassinat
Le roi Si est généralement considéré comme un usurpateur et un régicide. Sous son règne, encore une fois les intrigues de cours recommencèrent et une conjuration prit forme autour du prince Wei. Par la suite, le roi Si fut lui-même assassiné par les partisans du prince Wei, qui prit sa place.